# Charles-Jean-Baptiste Pinnellière
Charles Jean-Baptiste Pinnelière est un religieux et homme politique français né le 12 septembre 1736 à La Rochelle (Charente-Maritime) et décédé le 7 février 1807 à Marans (Charente-Maritime).

## Biographie
Charles-Jean-Baptiste Pinnellière est le fils de Charles Pinnelière, marchand de plomb, et d'Anne Miget.
Docteur en théologie et curé de Saint-Martin-de-Ré, il est député du clergé aux États généraux de 1789.

## Sources
- « Charles-Jean-Baptiste Pinnellière », dans Adolphe Robert et Gaston Cougny, Dictionnaire des parlementaires français, Edgar Bourloton, 1889-1891 [détail de l’édition]

- Ressource relative à la vie publique :   - Base Sycomore